# Heinrich XIV. (Reuß jüngere Linie)

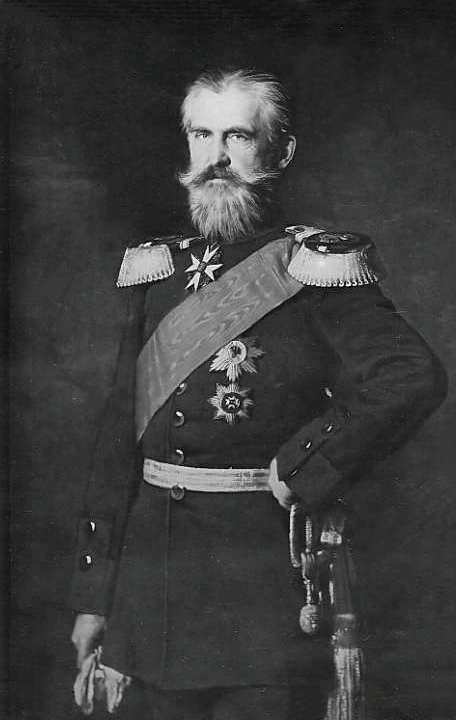
Fürst Heinrich XIV.

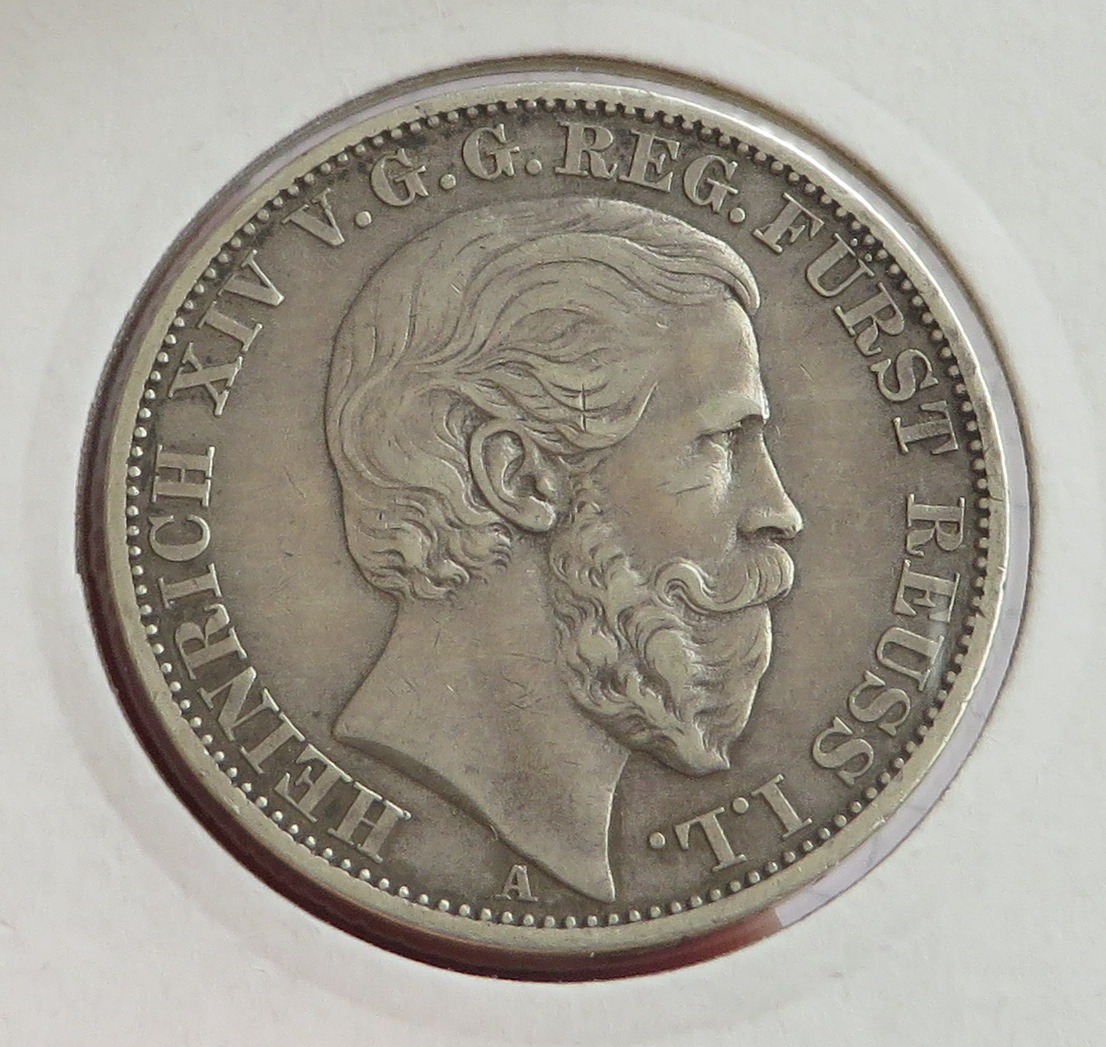
Münzbildnis Heinrichs XIV. auf einem Vereinstaler von 1868

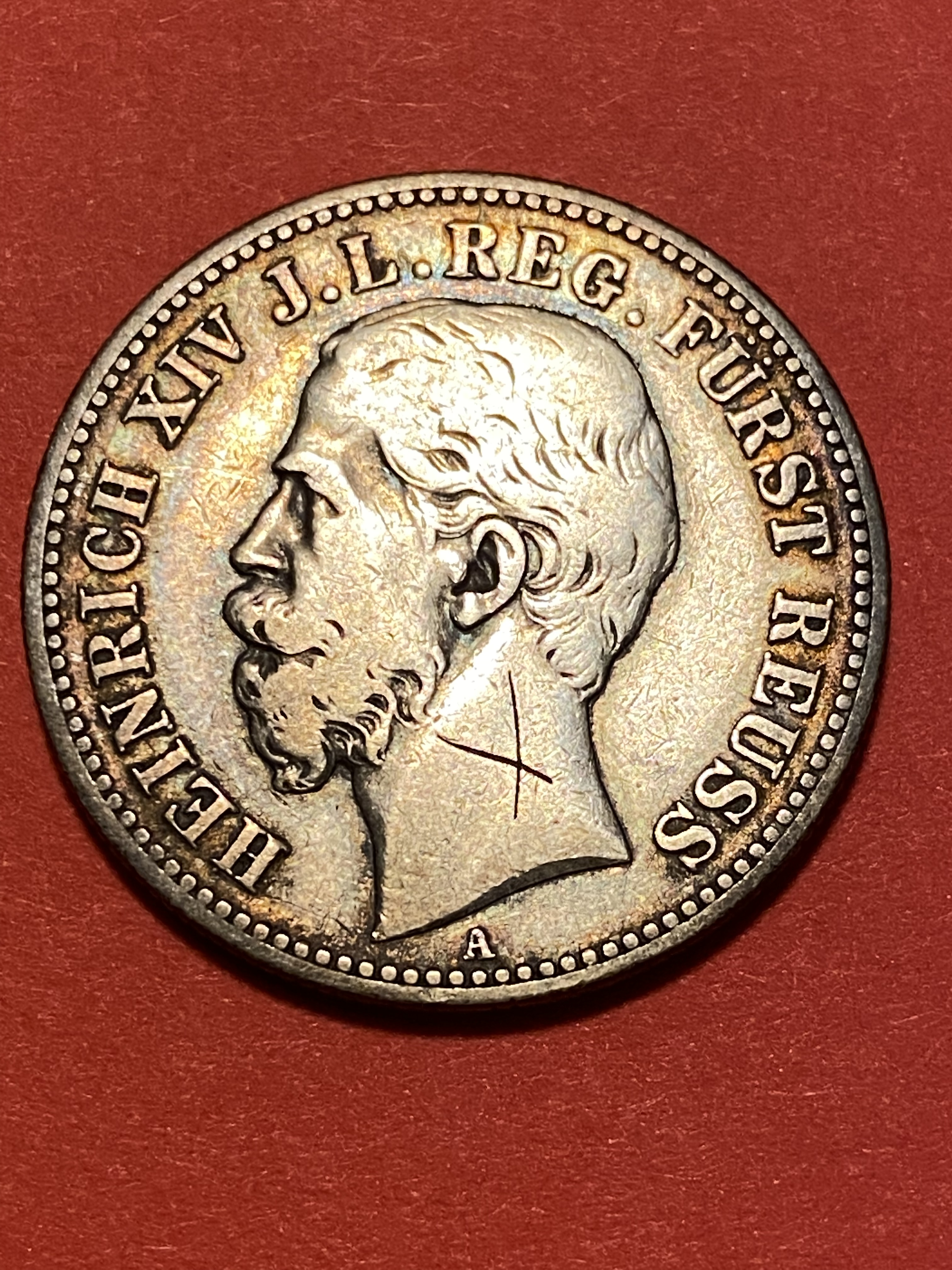
Münze von 1884 mit x auf dem Hals

Heinrich XIV., Fürst Reuß jüngerer Linie, Graf und Herr zu Plauen, Herr zu Greiz, Kranichfeld, Gera, Schleiz und Lobenstein (* 28. Mai 1832 in Coburg; † 29. März 1913 in Schleiz) war ein Bundesfürst aus dem Haus Reuß. Vom 11. Juli 1867 bis zu seinem Tod war er Fürst des Fürstentums Reuß jüngerer Linie und ab dem 19. April 1902 auch Regent der älteren Linie. Am 15. Oktober 1908 übernahm sein Sohn Heinrich XXVII. in beiden Fürstentümern die Regentschaft.

## Leben

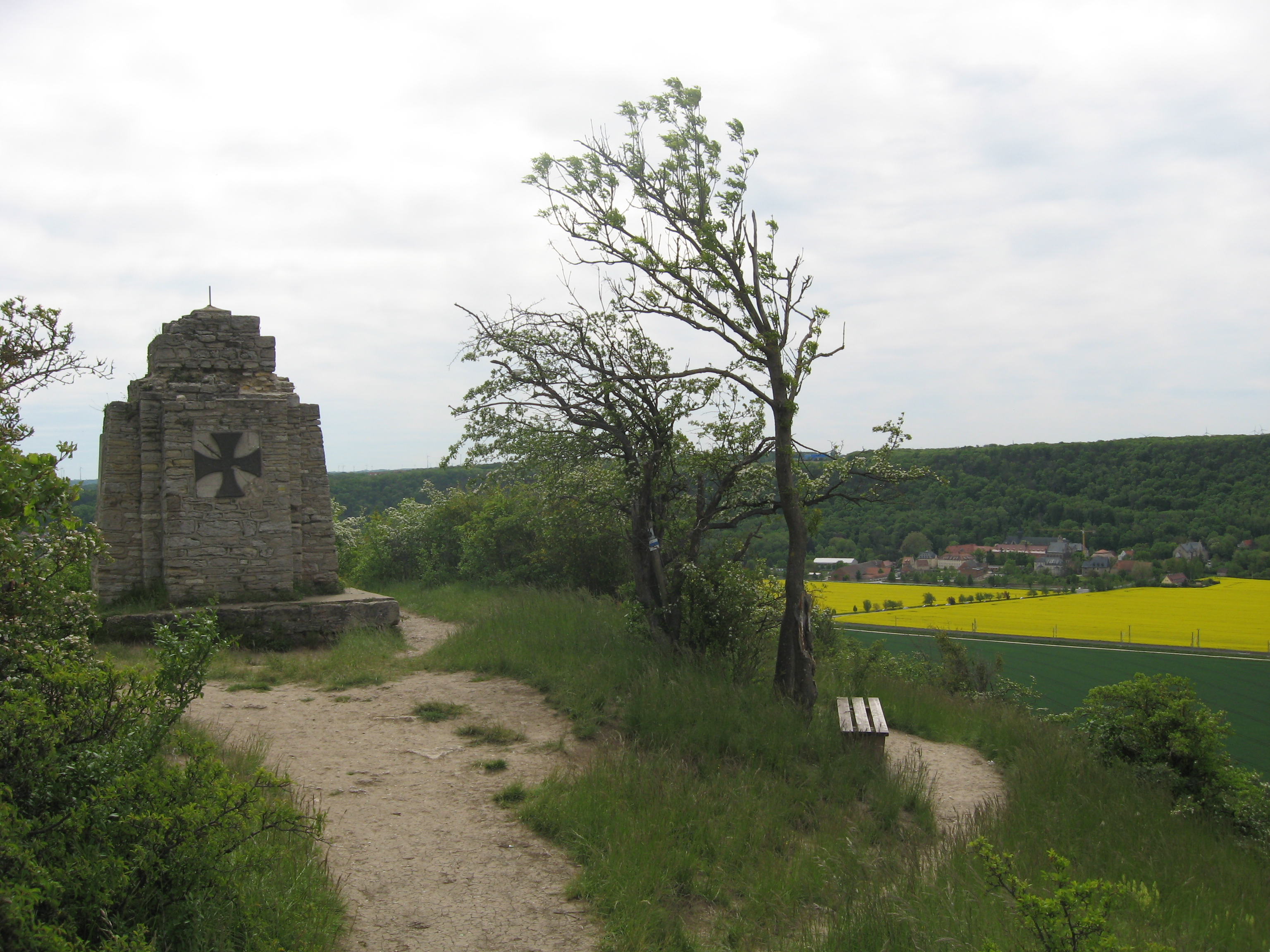
Fürst-Heinrich-Stein in Naumburg-Almrich

Heinrich XIV. war der älteste Sohn von Fürst Heinrich LXVII. Reuß jüngerer Linie und der Prinzessin Adelheid Reuß zu Ebersdorf (1800–1880), Tochter von Fürst Heinrich LI. Reuß zu Ebersdorf (1761–1822).
Heinrich besuchte das Gymnasium in Meiningen und wurde am 23. März 1850 Sekondeleutnant im fürstlich reußischen Bundeskontingent, wo er für einige Monate praktischen Dienst leistete. Ab Ende Oktober 1850 studierte er an der Universität Bonn Geschichte und Rechtsgeschichte. Am 9. August 1853 trat Heinrich in Preußische Dienste über und war bis zu seiner Verabschiedung am 27. Juni 1859 im 1. Garde-Regiment zu Fuß tätig.
Er stand à la suite der Armee und bekleidete zuletzt den Dienstgrad als General der Infanterie. Heinrich war außerdem Chef des Jäger-Bataillons Nr. 4 sowie in der Sächsischen Armee Chef des 2. Jäger-Bataillons Nr. 13.
Nach seiner Thronbesteigung stiftete er 1869 das Fürstlich Reußische Ehrenkreuz, den Reußischen Hausorden.
1902 übernahm die jüngere Linie Reuß auch die Regentschaft über das Fürstentum Reuß älterer Linie, weil dieses nach dem Tod von Heinrich XXII. keinen regierungsfähigen Nachfolger mehr hatte (Heinrich XXIV. war wegen eines Unfalls schwerbehindert). Als Regent von Reuß ältere Linie beendete Heinrich XIV. die reichsfeindliche Ausrichtung der dortigen Politik und löste alle reichsfeindlichen Einrichtungen auf. Bei Naumburg (Saale) wurde 1916 vom Naumburger Jägerbataillon Nr. 4 zur Erinnerung an das vierzigjährige Chefjubiläum des Fürsten Heinrich Reuß ein Gedenkstein errichtet.  Als General der Infanterie war Heinrich XIV. Chef des Magdeburgischen Jäger Bataillon Nr. 4 in Naumburg.

## Ehen und Nachkommen
Heinrich XIV. heiratete am 6. Februar 1858 in Bad Carlsruhe Prinzessin Agnes von Württemberg (1835–1886), Tochter des Herzogs Eugen von Württemberg (Zweite Schlesische Linie) und der Prinzessin Helene zu Hohenlohe-Langenburg. Das Paar hatte zwei Kinder:
1. Heinrich XXVII. (1858–1928) ⚭ 11. November 1884 in Langenburg Prinzessin Elise zu Hohenlohe-Langenburg (* 4. September 1864 in Langenburg; † 18. März 1929 in Gera)
2. Elisabeth (* 27. Oktober 1859 in Gera; † 23. Februar 1951 auf Schloss Hungen) ⚭ 17. November 1887 in Gera Prinz Hermann zu Solms-Braunfels (1845–1900)

Am 14. Februar 1890 heiratete Fürst Heinrich XIV. in Leipzig in morganatischer Ehe Friederike Graetz (* 28. Februar 1851 in Frankfurt am Main; † 22. Mai 1907 in Dresden), die als Frau von Saalburg am 28. Mai 1890 in den Adelsstand erhoben wurde. Mit ihr hatte er ein Kind:
1. Heinrich Freiherr von Saalburg (* 4. November 1875 in Leipzig; † 23. Februar 1954 in Lunden) ⚭ 23. April 1924 in Hamburg Margarethe Grönwoldt (* 9. Februar 1893 in Hamburg; † 24. Juli 1965 ebenda)